# Jacek Trzeciak
Jacek Trzeciak (* 26. Dezember 1971 in Bielawa, Polen) ist ein ehemaliger polnischer Fußballspieler und aktueller Fußballtrainer.
Seine Profi-Laufbahn begann Trzeciak 1994 bei Rafako Raciborz, wo er nur ein halbes Jahr spielte, ehe er zu Rymer Rybnik wechselte.
Zur Saison 1998/1999 wechselte er zu Ruch Radzionków, wo er auch seine ersten Einsätze in der Ekstraklasa hatte. Zwischen 1999 und 2001 spielte er bei Wlokniarz Kiertz. Zur Saison 2001/2002 wechselte er zu RKS Radomsko, ehe er ein Jahr später wieder zu seinem Ex-Verein, Wlokniarz Kietrz, wechselte. Von da aus wechselte er zum zweimaligen polnischen Meister Polonia Bytom, wo er mit dem Team aus der 2. Liga bis in die Ekstraklasa aufstieg. Er wurde Kapitän der Mannschaft und wegen seiner kämpferischen Einstellung schnell Publikumsliebling. Sein letztes Spiel für die Polonia bestritt Trzeciak am 15. Mai 2010 und beendete im Sommer 2010 seine Karriere als Fußballprofi. Nachdem er bereits unter den Ex-Trainern  Jurij Szatałow und Dariusz Fornalak reichlich Erfahrung als Co-Trainer sammelte, wurde er am 2. Oktober 2012 zum Cheftrainer berufen. Allerdings hielt er dieses Amt nur ein gutes Jahr inne und wurde am 10. Oktober 2013 von Artur Skowronek beerbt.